# Luigi Federico Menabrea
Luigi Federico Menabrea (4 de septiembre de 1809-25 de mayo de 1896) fue un ingeniero, matemático, general y estadista italiano que ejerció el cargo de primer ministro entre 1867 y 1869. En reconocimiento de su trayectoria, fue nombrado conde de Menabrea y marqués de Valdora.

## Biografía
Luigi Federico Menabrea nació el 4 de septiembre de 1809 en Chambéry, entonces parte del Reino de Cerdeña.
Estudió en la Universidad de Turín, donde se graduó como ingeniero y se doctoró en matemáticas. Como oficial de ingenieros, tomó el puesto de Cavour en 1831 en el fuerte de Bard. Fue profesor de mecánica y construcción en la academia militar y en la Universidad de Turín. Entre sus publicaciones más notables se encuentra Nociones sobre la máquina analítica de Charles Babbage, texto inicialmente publicado en francés en 1842, y que meses después fue traducido al inglés e incorporó anotaciones de la traductora Ada Lovelace, que describe muchos aspectos de la arquitectura de computadoras y de la programación y puede describirse como el primer trabajo científico de la disciplina de la informática. El rey Carlos Alberto de Cerdeña envió a Menabrea en 1848 en misiones diplomáticas para asegurar la adhesión de Módena y Parma a Cerdeña. Accedió al parlamento del Piamonte, y fue destinado sucesivamente a los ministerios de Guerra y de Asuntos Exteriores.
Pertenecía a la derecha, y hasta los acontecimientos de 1859 creía en la posibilidad de un compromiso entre el Estado y la Santa Sede. Fue ascendido al grado de mayor general y comandante en jefe de los ingenieros en la campaña lombarda de 1859. Supervisó las labores del asedio de Peschiera, estuvo presente en Palestro y Solferino y reparó las fortificaciones de algunas de las fortalezas del norte. En 1869, fue nombrado teniente general y recibió el título de conde.
Menabrea accedió al gabinete de Ricasoli en 1861 como ministro de la Marina, y ocupó la cartera de Obras Públicas en los sucesivos gabinetes de Farini y Minghetti. Tras la guerra de 1866, fue elegido como plenipotenciario de Italia para las negociaciones del Tratado de Praga y para anexión del Véneto a Italia. En octubre de 1867, sucedió a Rattazzi como primer ministro, y fue convocado para hacer frente a la difícil situación creada por la invasión de los Estados Papales por Garibaldi y la catástrofe de Mentana.
Menabrea renegó de Garibaldi e instituyó procesos judiciales contra él. Durante las negociaciones con el gobierno francés, protestó contra la retención del poder temporal por el papa e insistió en el derecho italiano de interferencia en Roma, Supo de las negociaciones directas entre Víctor Manuel y Napoleón III en junio de 1869, y se negó a entretener la idea de una alianza francesa a menos que Italia pudiera ocupar los Estados Pontificios, y hasta la propia Roma. En la víspera de la asamblea en el Consejo Ecuménico de Roma, Menabrea reservó al gobierno italiano su derecho respecto de cualquier medida que se tomase contra las instituciones italianas.

## Reconocimientos
El asteroide 1997 VA4 fue denominado (27988) Menabrea en su honor.